# Robin Mathews
Robin Mathews é uma maquiadora artística. Mathews, juntamente com a cabeleireira Adruitha Lee, ganhou o Oscar de melhor maquiagem e penteados para o filme "Dallas Buyers Club", em 2013.